# Tinpatan
Tinpatan (en népalais : तीनपाटनी) est une municipalité rurale du Népal située dans le district de Sindhuli. Au recensement de 2011, elle comptait 38 395 habitants.
Elle regroupe les anciens comités de développement villageois de Belghari, Bhimsthan, Jarayotar, Balajor, Tosramkhola, Bahuntilpung, Tribhuvan Ambote et Lampantar.